# Victor Hazan
Pour les articles homonymes, voir Hazan.
Victor Hazan (né le 30 août 1915 et mort le 6 décembre 2006) est un militaire britannique, agent du Special Operations Executive pendant la Seconde Guerre mondiale.

## Identités
- État civil : Victor Hyam Hazan
- Comme agent du SOE :
  - Nom de guerre (field name) : « Gervais »
  - Nom de code opérationnel : CAMELIA

Parcours militaire : captain (2 Bn South Lancashire Regiment) ; SOE, section F
Pour accéder à des photographies de Victor Hazan, se reporter au paragraphe Sources et liens externes en fin d’article.

## Famille
Il est le fils de Lazare Hazan et d’Evelyn, mariés en 1914, qui ont eu 4 enfants.

## Éléments biographiques
Victor Hazan est né le 30 août 1915 à Southport, Lancashire (aujourd'hui dans le Merseyside). Après une enfance passée à Casablanca (1920) ; il fait ses études universitaires à Bordeaux. Parfait bilingue français-anglais, de retour en Angleterre, il enseigne le français à Manchester (Berlitz School ; High School of Commerce).
Au début de la guerre, il rejoint le South Lancashire regiment ; mais ses compétences linguistiques sont remarquées par le SOE qui fait appel à ses services. Parachuté en France le 2 mai 1942, devenu « Gervais », cet homme réservé et discret est chargé de mettre de l’ordre dans le fonctionnement des réseaux déjà implantés en zone dite libre, montés au fur et à mesure des occasions qui se présentent et dont les responsables ne parviennent manifestement pas à s’accorder sur une délimitation des domaines géographiques d’activité de chacun, ni à comprendre la nécessité d’une coordination de leurs initiatives. Hazan constate vite que c’est, pour lui, mission impossible : il n’a rien pour s’imposer face à des personnages comme Philippe de Vomécourt, Francis Basin ou Georges Duboudin qui, plus ou moins aimablement, l’ignorent ! Il en prend son parti, et se concocte lui-même une tâche à sa mesure. Il n’y a personne en France, à l’époque, qui connaisse bien les armes britanniques (celles que Londres peut envoyer aux Résistants), et personne qui sache manipuler et préparer les explosifs : il va former des spécialistes, qui pourront ensuite former des instructeurs qui essaimeront dans les réseaux… Il opère ainsi pendant près de six mois, recrutant lui-même ses élèves et fournissant bientôt, aux réseaux en place et à ceux qui se construisent, les hommes compétents dont ils manquent cruellement. Vers la fin de l’hiver 1942-1943, Hazan se déplace vers Annecy et poursuit son travail au sein du réseau SPINDLE de Peter Churchill « Raoul ». Mais ce réseau est bientôt disloqué par les arrestations du 16 avril… Hazan s’associe alors à Adolphe Rabinovitch « Arnaud », le radio du réseau, qui a su, lui aussi, se tenir à l’écart ; ils assurent une liquidation ordonnée de ce qui reste, et rentrent à Londres, par l’Espagne où ils sont internés, quelque temps, à Miranda de Ebro. Par la suite, après avoir servi au Caire, dans le Psychological Warfare, jusqu’à la fin de la guerre, Hazan sera vice-consul à Djibouti pendant deux ans, avant d’entrer au service linguistique de l’OTAN, où il restera jusqu’à sa retraite.
Victor Hazan est mort le 6 décembre 2006 à l'âge de 91 ans.

## Reconnaissance
Victor Hazan a reçu les distinctions suivantes :
- Grande-Bretagne : membre de l’Ordre de l'Empire britannique (MBE),
- France : Croix de guerre 1939-1945 avec étoile de vermeil